# باسكال روبرتس
باسكال روبرتس (بالفرنسية: Pascale Roberts)‏ (و. 1933 – م) هي ممثلة من فرنسا . ولدت في بولون-بيانكور .

## روابط خارجية
- باسكال روبرتس على موقع IMDb (الإنجليزية)
- باسكال روبرتس على موقع روتن توميتوز (الإنجليزية)
- باسكال روبرتس على موقع ألو سيني (الفرنسية)
- باسكال روبرتس على موقع أول موفي (الإنجليزية)
- باسكال روبرتس على موقع قاعدة بيانات الأفلام السويدية (السويدية)
- باسكال روبرتس على موقع قاعدة بيانات الفيلم (الإنجليزية)
- باسكال روبرتس على موقع كينوبويسك (الروسية)